# لوران گریمونپرز
لوران گریمونپرز (انگلیسی: Laurent Grimmonprez؛ ۱۴ دسامبر ۱۹۰۲ – ۲۲ مهٔ ۱۹۸۴) بازیکن فوتبال اهل بلژیک بود.
از باشگاه‌هایی که در آن بازی کرده‌است می‌توان به باشگاه فوتبال خنت اشاره کرد.
وی همچنین در تیم ملی فوتبال بلژیک بازی کرده‌است.